# Hope (음반)
| 전문가 평가 | 전문가 평가                |
| 평가 점수   | 평가 점수                  |
| 출처        | 점수                       |
| ----------- | -------------------------- |
| Allmusic    | · (Klaatu/Hope two-in-one) |

《Hope》는 1977년 9월에 발매된 캐나다의 록 그룹 클라투의 두 번째 음반이다. 1977년 "베스트 엔지니어링 음반"으로 주노상을, "베스트 음반"으로 캐나다 음악 비평가상을 수상했다.
《Hope》의 얼터너티브 버전은 2005년에 그룹의 《Sun Set》 컬렉션의 일부로 발매되었다. 《Sun Set》의 얼터너티브 버전은 1977년에 발매된 버전에서 대부분 제거되었던 런던 교향악단의 완전한 공헌을 포함한다. 얼터너티브 버전에는 〈So Said the Lighthouse Keeper〉와 〈Hope〉 사이에 원래 놓이려고 했던 짧은 미공개 곡인 〈Epilogue〉도 포함되어 있다.
《Hope》는 지난 2012년 밴드 멤버들에 의해 리메이크됐다가 재발매돼 밴드의 독립 음반사 클라튠스에 발매됐다.

## 음악 스타일
올뮤직의 마이크 드가뉴는 이 음반이 그룹의 이전 음반인 《3:47 EST》보다 "소수의 팝 퍼짐"이며 "실험적 사운드"로 더 많은 "프로그레시브 깊이"를 포함하고 있다고 평했다. 이 웹사이트의 피터 커츠는 이 음반의 개념적인 록 오페라 주제가 "예쁘고, 어떤 경우에는 퀸의 바가지처럼 들린다"고 느꼈다.
팝매터스는 〈Around the Universe in 80 Days〉라는 노래를 "고르지 않은 피아노 선율"과 "어려운 팝 록 장인 정신의 좋은 예"라고 표현했고, 〈Prelude〉를 "인스트루멘탈 록 서사시"로 묘사했다.

## 삽화
이전의 클라투 음반처럼 커버는 그래픽 아티스트 테드 존스가 그렸다.
커버에는 "등대 키퍼의 빔"이 표시되어 있고, 폐허가 된 돌광장은 이전 클라투 음반의 커버에서 찍은 태양 이미지를 그대로 보여주고 있다.

## 곡 목록
모든 곡들은 특별한 언급이 없는 한 존 윌로슈크가 작사/작곡하였다.
| #  | 제목                                   | 작사·작곡 | 재생 시간 |
| -- | -------------------------------------- | --------- | --------- |
| 1. | 〈We're Off You Know〉                 |           | 4:02      |
| 2. | 〈Madman〉                             | 디 롱     | 2:40      |
| 3. | 〈Around the Universe in Eighty Days〉 | 롱        | 5:02      |
| 4. | 〈Long Live Politzania〉               |           | 9:11      |

| #  | 제목                              | 작사·작곡                   | 재생 시간 |
| -- | --------------------------------- | --------------------------- | --------- |
| 5. | 〈The Loneliest of Creatures〉    |                             | 3:52      |
| 6. | 〈Prelude〉                       | 윌로슈크, 롱, 테리 드레이퍼 | 5:43      |
| 7. | 〈So Said the Lighthouse Keeper〉 |                             | 5:56      |
| 8. | 〈Hope〉                          |                             | 4:45      |